# All the Right Reasons
All the Right Reasons é o quinto álbum de estúdio da banda de rock canadense Nickelback, lançado em 4 de outubro de 2005.
É o primeiro álbum sem o baterista original Ryan Vikedal, contando com a presença de seu substituto, Daniel Adair. Todas letras foram escritas por Chad Kroeger e as melodias pela banda, exceto pela faixa bônus "We Will Rock You".
Nesse lançamento, a banda deixou de lado o medo de se arriscar e optou por navegar em outros mares. O repertório ainda reúne faixas no estilo que fez a banda consagrada, mas a grande novidade fica por conta de melodias com a presença do piano e de metais, sem deixar de lado a essência hard rock das canções.
Além disso, o álbum ainda traz baladas com refrões grudentos e bem ao estilo de "How You Remind Me", como acontece em "Far Away", na melódica "Savin' Me" ou em "Someone That You're With", onde as guitarras não são em nenhum momento economizadas.
O álbum ainda marca a entrada definitiva do baterista Daniel Adair. A faixa "Side of a Bullet" foi feita em homenagem ao ex-guitarrista do Pantera, Dimebag Darrell, morto no palco durante uma apresentação em 2004, e conta com um dos últimos solos criados pelo mesmo, doado ao Nickelback por seu irmão e companheiro de banda, Vinnie Paul.[carece de fontes?]
O músico havia colaborado com o Nickelback na faixa "Saturday Night's Alright for Fighting", da trilha sonora do filme As Panteras Detonando. Em "Rockstar", que encerra o material.[carece de fontes?]
"Photograph" foi o primeiro single do material.
| Críticas profissionais                                                      | Críticas profissionais |
| Avaliações da crítica                                                       | Avaliações da crítica  |
| Fonte                                                                       | Avaliação              |
| --------------------------------------------------------------------------- | ---------------------- |
| About.com                                                                   | [ 1 ]                  |
| allmusic                                                                    | [ 2 ]                  |
| Metacritic                                                                  | [ 3 ]                  |
| Rolling Stone                                                               | [ 4 ]                  |
| TuneLab Music                                                               | [ 5 ]                  |
| Esta tabela precisa de ser acompanhada por texto em prosa. Consulte o guia. |                        |

## Faixas
1. "Follow You Home" – 4:20
2. "Fight for All the Wrong Reasons" – 3:44
3. "Photograph" – 4:18
4. "Animals" – 3:06
5. "Savin' Me" – 3:39
6. "Far Away" – 3:58
7. "Next Contestant" – 3:34
8. "Side of a Bullet" – 3:00
9. "If Everyone Cared" – 3:38
10. "Someone That You're With" – 4:01
11. "Rockstar" – 4:15

Faixas bônus
1. "Photograph" (Acustico)
2. "Someday" (Acustico)
3. "Too Bad" (Acustico)

## Vendas mundiais e certificados
- EUA: 7,181,000 copies (7x Platina)
- Canada: 600,000 copies (6x Platina)
- Australia: 320,000 copies (4x Platina)
- New Zealand: 70,000 copies (4x Platina)
- Suica: 70,000 copies (3x Platina)
- Reino Unido: 600,000 copies (2x Platina)
- Alemanha: 225,000 copies (Platina)
- Austria: 15,000 (Ouro)
- Mundo: 10.000.000 (5X Platina)